# Tishtrya Virgae
Le Tishtrya Virgae sono una struttura geologica della superficie di Titano.